# Axis: Bold as Love
Axis: Bold As Love è il secondo album della band britannico-statunitense The Jimi Hendrix Experience pubblicato nel 1967.

## Il disco

### Produzione
Le registrazioni dell'album iniziarono nel maggio del 1967 e finirono nell'ottobre dello stesso anno. Questo perché il gruppo doveva pubblicare due album nel '67, in base a quanto previsto dal contratto discografico con la casa discografica britannica Track Records. L'album venne registrato negli studi della Olympic Studios di Londra, con Chas Chandler come produttore ed Eddie Kramer come tecnico del suono. Molte delle canzoni registrate erano state composte e studiate per poter introdurre effetti da studio e tecniche di registrazione che non permettevano la riproduzione dei brani dal vivo, tranne per due di questi: Spanish Castle Magic e Little Wing.

### Copertina
La grafica iniziale dell'album non soddisfaceva le esigenze di Hendrix, che in quel periodo sentiva il bisogno di farsi conoscere per ciò che era. In un'intervista dichiarò infatti che la copertina più adatta all'album avrebbe dovuto mostrare il suo retaggio da nativo americano; e però il termine "indian" negli U.S.A. indica gli "indiani d'America", mentre in Inghilterra indica gli "indiani dell'India". Questo malinteso portò la Track Records ad utilizzare dei riferimenti all'India per lo sviluppo della copertina, trasformando Hendrix, Noel e Mitchell in divinità indù. Il lavoro fu svolto da Roger Law e David King. In Francia la copertina originale venne sostituita da una foto raffigurante il gruppo in uno show televisivo, a cura di J.L. Leloir.

### Pubblicazione
L'album venne pubblicato il 1º dicembre del 1967 nel Regno Unito dalla Track Records e in Europa dalla Polydor Records. In Francia l'album venne pubblicato dalla Barclay Records, con la copertina diversa dall'originale. Negli Stati Uniti la pubblicazione fu ritardata fino al 15 gennaio del 1968, affinché non interferisse con le vendite del primo album. L'etichetta era anche questa volta la Reprise Records, che decise di mantenere la copertina originale. Nel Regno Unito l'album entrò in classifica piazzandosi al quinto posto, in Francia raggiunge il primo posto mentre negli States si piazzò al terzo posto, rimanendo in classifica per ben 53 settimane. In Norvegia invece il disco non andò oltre il dodicesimo posto.

### Descrizione
La prima traccia del disco si intitola EXP e inizia con un accenno di Stone Free, per poi trasformarsi in un dialogo tra un DJ radiofonico, interpretato da Mitchell, e un alieno venuto dallo spazio sotto le sembianze di un umano di nome Mr. Paul Caruso, interpretato da Hendrix. La voce dell'alieno rallenta sempre più fino a quando egli non se ne va sul suo disco volante davanti all'incredulità del DJ. In realtà Paul Caruso era un amico di Jimi sin dai tempi del Greenwich Village. Up from the Skies, il secondo brano dell'album, parla di un alieno che ha visitato la Terra migliaia di anni fa, e ritornando nel presente "trova le stelle fuori posto e l'odore di un mondo che è bruciato". Il pezzo è jazzato e con il timbro della batteria di Mitchell in evidenza. La terza traccia del disco Spanish Castle Magic trae ispirazione dal locale The Spanish Castle, che si trova nei dintorni di Seattle e dove Jimi aveva suonato in gioventù assieme a vari gruppi rock locali. Questa è anche una delle due tracce che saranno regolarmente eseguite nei concerti della band. Wait Until Tomorrow è un brano abbastanza convenzionale, rispetto agli altri, con un riff di chitarra simile al R&B dove Mitchell e Redding fanno il coro. La quinta traccia, Ain't No Telling, è un pezzo rock dalla struttura complessa nonostante la breve durata. Little Wing, come diceva lo stesso Jimi, è la descrizione dell'impressione che gli rimase impressa quando partecipo al Monterey Pop Festival personificando tutto ciò nelle sembianze di una ragazza. If 6 Was 9, è la settima ed ultima canzone del lato A del disco, ed è il brano più lungo e psichedelico dell'intero album.Inoltre la canzone appare anche nel celebre film del 1969 Easy Rider - Libertà e paura.Leeds e Graham Nash usando i piedi forniscono il rumore dei passi nel brano. You Got Me Floatin' è la prima canzone del lato B dell'album, un pezzo rock con un assolo di chitarra registrato al contrario. Roy Wood e Trevor Burton del gruppo The Move fornirono il coro di accompagnamento nel brano. La traccia seguente è Castles Made of Sand, una ballata impreziosita da un lavoro chitarristico raffinato. She's so Fine, brano composto da Noel Redding, è un pezzo Pop-Rock alla The Who sullo stile di Happy Jack. One Rainy Wish inizia come una ballata ma si sviluppa presto in un rock selvaggio. Il brano Little Miss Lover fu il primo ad utilizzare la tecnica del pedale wah-wah. L'ultima canzone del disco, Bold as Love, inizia in maniera molto brusca per poi sfociare in atmosfere languide simili a quelle di Little Wing e Castles Made of Sand.

### Curiosità e riconoscimenti
Poco prima del completamento dell'album, Hendrix dimenticò i nastri master del lato A del disco in un taxi: non vennero mai ritrovati. Quindi si dovette procedere a un veloce remixaggio del lato A, anche se questo non piacque molto a Hendrix e a Kramer, che successivamente dichiararono di non essere molto soddisfatti: il primo lato venne rimasterizzato in una notte sola. Il bassista del gruppo, Noel Redding, dichiarò invece che quest'album secondo lui era il migliore tra i tre pubblicati.
L'album ottenne un disco di platino negli Stati Uniti. Nel 2003 la rivista statunitense Rolling Stone lo inserì nella classifica dei 500 album migliori di tutti i tempi, piazzandolo all'ottantaduesimo posto. Sempre nel 2003 la canzone Little Wing venne inserita nella "lista delle 500 migliori canzoni di ogni tempo", al 357º posto. If 6 Was 9 venne inclusa nella colonna sonora di due film: Easy Rider e Point Break - Punto di rottura.

### Critica
Il disco fu accolto molto favorevolmente alla sua pubblicazione, confermando i giudizi positivi espressi dalla critica verso il disco d'esordio Are You Experienced di poco antecedente:
- Rolling Stone: «...in Axis Hendrix mostra di essere ormai diventato uno dei più grandi chitarristi rock grazie alla padronanza dello strumento e alla perfetta conoscenza di tutti i trucchi possibili e immaginabili del mestiere. Pur discontinuo quanto a qualità, Axis resta comunque il miglior album Voodoo mai prodotto da un gruppo rock.»[2]
- Disc and Music Echo: «Uno degli aspetti più incredibili di Hendrix è che qualcosa di altamente personale come la sua musica possa piacere a tanta gente. Onestà è probabilmente la giusta risposta ed è bello vederla vincente.» (Disc and Music Echo, 16 dicembre 1967)[3]
- Melody Maker: «È troppo. Stupite le vostre orecchie, sbalordite la vostra mente, strabuzzate gli occhi, fate quello che volete, ma per favore ascoltatevi Hendrix come non avete mai fatto prima. È troppo; che altro dire?» (Melody Maker, 9 dicembre 1967)[3]
- Record Mirror: «Jimi e il duo Mitchell-Redding hanno prodotto qualcosa di veramente speciale. Un LP che avrà senza dubbio grande successo.» (Record Mirror, 2 dicembre 1967)[3]

## Tracce
Tutti i brani sono accreditati a Jimi Hendrix, eccetto dove indicato.
Lato A
1. EXP – 1:55
2. Up from the Skies – 2:55
3. Spanish Castle Magic – 3:00
4. Wait Until Tomorrow – 3:00
5. Ain't No Telling – 1:46
6. Little Wing – 2:24
7. If 6 Was 9 – 5:32

Lato B
1. You Got Me Floatin – 2:45
2. Castles Made of Sand – 2:46
3. She's So Fine – 2:37 (Noel Redding)
4. One Rainy Wish – 3:40
5. Little Miss Lover – 2:20
6. Bold as Love – 4:09

## Formazione
- Jimi Hendrix - chitarra solista, ritmica, voce; pianoforte e xilofono
- Mitch Mitchell - batteria e percussioni
- Noel Redding - basso, voce

Altri musicisti
- Gary Leeds, Graham Nash, Michael Jeffery, Chas Chandler - rumore di passi in If 6 Was 9
- Trevor Burton, Roy Wood - seconda voce in You've Got Me Floatin'

Crediti
- Chas Chandler - produttore
- Terry Brown, Eddie Kramer - fonici
- Janie Hendrix, John McDermott - superivisori della rimasterizzazione
- Joe Gastwirt, Eddie Kramer, George Marino - remissaggio
- David King - disegni
- David King, Roger Law - disegno di copertina
- Petra Niemeier - disegni interni
- Karl Ferris, Gered Mankowitz, Linda McCartney - foto
- Michael Fairchild - note libretto
- David Sygall - note fotografie